# 대진전자통신고등학교
대진전자통신고등학교(大眞電子通信高等學校)는 대한민국 부산광역시 금정구 장전동에 위치한 사립 고등학교이다.

## 학교 연혁
- 1984년 2월 6일 : 학교법인 대진대학교 설립인가 (현 대진대학교외 6개 고등학교 설립운영)
- 1996년 3월 5일 : 대진전자공업고등학교 제1회 입학식 (674명)
- 1997년 3월 1일 : 대진전자정보고등학교로 교명 변경
- 1999년 2월 11일 : 제1회 졸업식 (537명 졸업)
- 2001년 3월 31일 : 정보통신특성화 고등학교 지정
- 2002년 3월 2일 : 대진정보통신고등학교로 교명 변경
- 2003년 5월 13일 : YMCA & 부산광역시교육청에 의한 제3회 아름다운 학교로 선정
- 2016년 2월 12일 : 제18회 졸업식 292명, 총누계 졸업생 7,352명
- 2016년 3월 1일 : 대진전자통신고등학교로 교명변경 및 학과개편(전자과, 컴퓨터소프트웨어과, 전자통신과, 산업디자인과)
- 2018년 2월 13일 : 제20회 졸업식
- 2019년 3월 2일 : 학과 재구조화(전자과 → 전기전자과)
- 2021년 3월 2일 : 학과 재구조화(전자통신과 → 스마트콘텐츠과)
- 2023년 3월 1일 : 제6대 교장 김재학 취임
- 2023년 3월 2일 : 제28회 입학식(218명)

## 설치 학과
- 전기전자과
- 산업디자인과
- 스마트콘텐츠과
- 컴퓨터소프트웨어과

## 참고 자료
- 대진전자통신고등학교 - 한국교육학술정보원 학교알리미